# کسی برای محافظت از من (فیلم)
کسی برای محافظت از من (انگلیسی: Someone to Watch Over Me) فیلمی در ژانر رمانتیک و درام به کارگردانی ریدلی اسکات است که در سال ۱۹۸۷ منتشر شد.

## بازیگران
- تام برنگر
- میمی راجرز
- لورین براکو
- جری اورباک
- جان روبنشتاین
- جک مک‌گی
- مارک موزس
- دانیال هوگو کلی